# Paraboea minuta
Paraboea minuta är en tvåhjärtbladig växtart som först beskrevs av Friedrich Fritz Wilhelm Ludwig Kraenzlin, och fick sitt nu gällande namn av Brian Laurence Burtt. Paraboea minuta ingår i släktet Paraboea och familjen Gesneriaceae. Inga underarter finns listade i Catalogue of Life.